# Nitter
Nitterは、プライバシーとパフォーマンスを重視した自由ソフトウェアかつオープンソースのTwitter代替ビューワーである。
Twitter APIの度重なる変更を受け、2024年2月に開発中止を発表したが、2025年2月、開発再開を発表した。

## 特徴
Nitterは、Twitterビューワーとして実装されており、広告やトラッカーは存在せず、ユーザインタフェースは古いTwitterデスクトップレイアウトに似せた最小限のデザインとなっている。
機能としては、Twitterへのログインやホームフィード、通知、投稿機能はない。また、投稿の表示も標準では一定件数を表示し切り替える形式で、Twitterのような無限スクロールはしない（実験機能としてオプションより変更は可）。
Twitterからのコンテンツ取得には、当初、大量のゲストアカウントが作成できる不具合を利用し、プロキシサーバーとしてアクセスしていた。のちにTwitter API変更に伴い、この不具合は修正され、取得方法の変更を余儀なくされた。
Nitterは、公式のWebインスタンス以外にも、非公式のWebインスタンスやコミュニティ提供のモバイル アプリやブラウザ拡張機能がある。Nitterは寄付とNLnetのNGI基金からの助成金によって資金提供されていた。

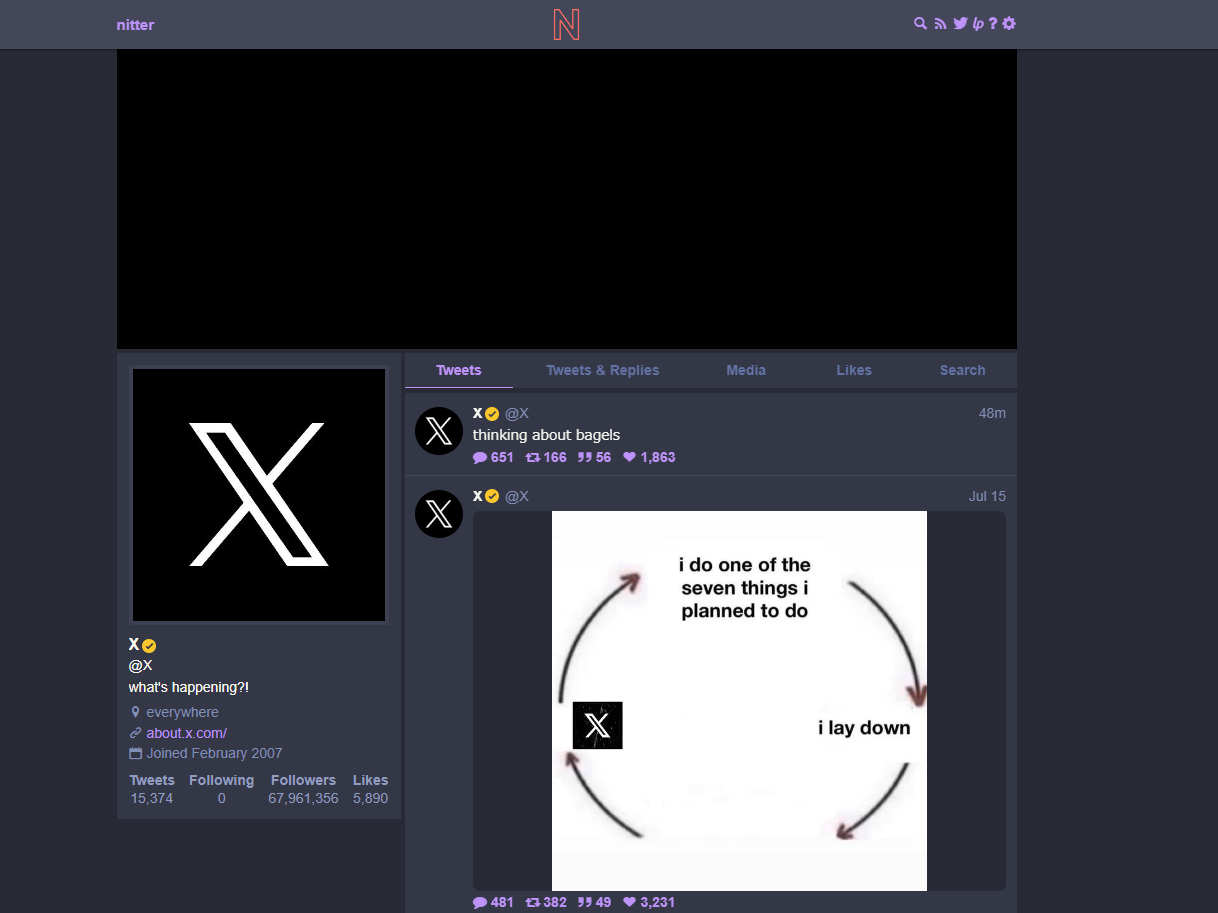
Nitterのスクリーンショット。

## 開発中止と再開
イーロン・マスクによるTwitter買収以降、度重なるTwitter APIの変更により一部のインスタンスでは、開発中止発表の数か月前からすでに機能が停止していた。
2024年1月、TwitterはAPI変更に伴いNitterが利用していたゲストアカウント機能を削除。これが開発中止の決定的な要因となり、2024年2月に「プロジェクトは終了した」と発表した。
開発者は「開発は中止されたが、自分のアカウントを（アカウント停止のリスクはあるが）ユーザーに開放することでインスタンスのホスティングはできる」と述べていた。
これらのことからNitterの開発再開は難しいと思われていたが、2025年2月「nitter.netが戻ってきた」というタイトルでGitHub Issue上にアナウンスが投稿され開発が再開した。同時に開発言語をNimからGoに変更することも発表した。